# Права на прибрежные воды
Права на прибрежные воды (или просто прибрежные права) — это система распределения воды между теми, кто владеет землей на её пути. Она берет свое начало в английском общем праве. Права на прибрежные воды существуют во многих юрисдикциях с наследием общего права, таких как Канада, Австралия и штаты на востоке США.
Общая собственность на землю может быть организована в виде раздела, корпорации, состоящей из землевладельцев на берегу, формально владеющих акваторией и определяющих её использование.

## Основной принцип
В соответствии с прибрежным принципом все землевладельцы, чьи владения примыкают к водоёму, имеют право разумно использовать его, когда он протекает через их владения. Если воды недостаточно для удовлетворения потребностей всех пользователей, земельные участки обычно устанавливаются пропорционально с выходом на источник воды. Эти права не могут быть проданы или переданы иначе, как вместе с прилегающей землей, и только в разумных количествах, связанных с этой землей. Вода не может быть отведена за пределы водораздела без должного учёта прав собственников земли, расположенных ниже по течению.
Прибрежные права включают такие вещи, как право на купание, катание на лодках и рыбалку; право причаливать к судоходной точке; право возводить сооружения, такие как доки, пирсы и лодочные подъемники; право пользования водой для хозяйственных нужд; право на приращение, вызванные колебаниями уровня воды; право исключительного пользования, если водный объект несудоходен. Прибрежные права также зависят от «разумного использования», поскольку оно относится к другим прибрежным владельцам, чтобы гарантировать, что права одного прибрежного владельца справедливо и равноправно сопоставляются с правами соседних прибрежных владельцев.

## Англия и Уэльс
Агентство по охране окружающей среды перечисляет прибрежные права и обязанности в Англии и Уэльсе.
Права включают право собственности на землю до центра водотока, если не известно, что она принадлежит кому-либо другому; право на поступление воды на землю в ее естественном количестве и качестве; право на защиту собственности от наводнений и земли от эрозии при условии утверждения агентством; право ловить рыбу в водотоке, если только право не продано или не сдано в аренду, если у рыболова есть действующая лицензия Агентства по охране окружающей среды на удочку. Они также включают право на приобретение приращения и право на использование боновых заграждений (плата за крепление боновых заграждений, как правило, за хранение бревен).
Обязанности, вытекающие из модели, включают следующее:
- Пропускать поток воды без препятствий, загрязнения или утечки, затрагивающих права других лиц.
- Поддерживать русло и берега водотока и очищать от любого мусора, будь то естественного или искусственного, не допускать попадания мусора в водопропускные трубы, экраны для мусора, водосливы и ворота мельницы.
- Нести ответственность за защиту земель от затопления и не создавать препятствий, временных или постоянных, препятствующих свободному проходу рыбы.
- Принимать паводковые потоки, даже если они вызваны недостаточной пропускной способностью ниже по течению, но нет обязанности улучшать дренажную способность водотока.

## Соединённые Штаты
Соединённые Штаты признают два типа прав на воду. Хотя использование и перекрытие варьируются со временем и в зависимости от штата, западные засушливые штаты, которые когда-то находились под властью Мексики и Испании, в целом придерживаются доктрины предварительного присвоения, также известной как «первым пришёл, первым обслужен», но права на воду для восточных штатов соответствуют прибрежному законодательству.

### Прибрежные права
Согласно прибрежному законодательству, вода является общественным благом, как воздух, солнечный свет или дикая природа. Он не «принадлежит» правительству, государству или частному лицу, а скорее включён как часть земли, над которой он падает с неба или затем перемещается по поверхности.
При определении контуров прибрежных прав существует четкое различие между судоходными (общественными) водами и несудоходными водами. Земля под судоходными водами является собственностью штата и подпадает под действие всех государственных земельных законов и в большинстве штатов права общественного доверительного управления. Судоходные воды рассматриваются как дороги общего пользования с любым исключительным прибрежным правом, заканчивающимся на обычной отметке прилива. Как и в случае с дорогой, любое прибрежное право подчинено праву населения передвигаться по реке, но любое общественное право подчиняется законам о нарушениях и полицейской власти государства. Это не является личным правом или интересом свободы. Поскольку определение судоходности устанавливает государственную или федеральную собственность, судоходность для целей права собственности на русло реки является федеральным вопросом, определяемым федеральным законом. Государства сохраняют за собой право определять сферу общественного доверительного управления судоходными водами. Несудоходное течение является синонимом частной или совместной собственности, если он служит границей.
Штат мог бы отказаться от права собственности на русло реки, но воды и использование вод по-прежнему подпадают под действие пункта о торговле Конституции США, которое предусматривает сервитут, приносящий пользу федеральному правительству в целях регулирования торговли на судоходных водоемах.
Разумное использование воды прибрежным владельцем зависит от «прибрежного права» владельцев, расположенных ниже по течению на получение воды без ухудшения стока и качества. Федеральное экологическое регулирование несудоходных вод в соответствии с Законом о чистой воде 1972 года возможно, поскольку все поверхностные воды в конечном итоге стекают в общественный океан. Это было предметом политических споров, например, по поводу реализации правила чистой воды.

### Участие штатов
Федеральные суды уже давно признали, что законы штатов устанавливают пределы прибрежного и публичного права. В случае судоходных вод право собственности переходит к средней отметке отлива. Верховный суд Пенсильвании определил его как «обычную отметку отлива, не подверженную засухе, то есть высоту воды на обычных этапах». Земля ниже отметки отлива на судоходных реках принадлежит правительству штата в случае 13 первоначальных штатов.
Земли между отметками прилива и отлива на судоходных реках находятся в ведении полиции штатов. Что касается первоначальных 13 штатов, то после ратификации Конституции США право собственности на эти затопленные земли оставалось за несколькими штатами, как и дороги общего пользования.
По мере приобретения Соединёнными Штатами новых земель либо путем покупки, либо по договору, право собственности на дороги и русла всех судоходных или приливных водных объектов перешло к Соединённым Штатам, если только они не были законно переданы в частную собственность бывшим сувереном. В течение территориального периода Соединенные Штаты владели этим правом «в доверительном управлении» в интересах будущих штатов, которые были отделены от территории. Каждый из штатов должен был войти в Союз на «равных основаниях» с первоначальными 13 штатами. В соответствии с доктриной равенства территориальные штаты наделены теми же суверенными правами собственности на судоходные земли что и первоначальные 13 штатов. Однако в течение территориального периода Соединённые Штаты могли передать некоторые из этих земель в ограниченных условиях содействия торговле.
Право собственности на земли, затопленные судоходными водами, было разрешено Конгрессом, принявшим Закон о затопленных землях, который подтвердил право собственности штата на русла всех приливных и судоходных водоёмов. В то время как закон передал право собственности на землю штатам, несудоходные русла рек по-прежнему считались засушливыми землями и примыкали к прилегающим поместьям. Воды, подверженные приливам и отливам, даже если они несудоходные, также переходили к штатам, но продолжающееся владение и общественное использование этих приливных/болотных земель основано на законах штатов.